# Trönö landskommun
Trönö landskommun var en tidigare kommun i  Gävleborgs län.

## Administrativ historik
Kommunen bildades 1863 av Trönö socken i Hälsingland genom 1862 års kommunalförordningar, då samtliga Sveriges då cirka 2 500 kommuner inrättades.
Kommunreformen 1952 innebar för Trönös del att kommunen upplöstes och området gick upp i Norrala landskommun, vilken i sin tur år 1971 blev en del av  Söderhamns kommun.

## Politik

### Mandatfördelning i Trönö landskommun 1938-1946
| 3 | 10 | 6 | 1 |

| 18 |

| 2 | 8 | 8 | 2 |

| 19 |

| 4 | 8 | 7 | 1 |

| 20 |